# Lungalacha La
Lungalacha La, Lāchālūng La – przełęcz górska w Himalajach na wysokości 5059 m. Leży w Indiach, w stanie Dżammu i Kaszmir. Jest to jedna z wygodniejszych przełęczy w Himalajach, można przekroczyć ją na nartach, lecz trzeba przejść aklimatyzację.